# 1933 en France
Chronologie de la France
- 1929
- 1930
- 1931
- 1932
- 1933
- 1934
- 1935
- 1936
- 1937

Cette page concerne l'année 1933 du calendrier grégorien.

## Événements

### Janvier
- 16 janvier : Mermoz ouvre une ligne aéropostale de Saint-Louis du Sénégal à Natal[1].
- 28 janvier : la chambre retire sa confiance au président du Conseil Joseph Paul-Boncour, à la suite de son projet de loi instaurant une rigueur budgétaire (augmentation des impôts et baisse des dépenses publiques)[2].
- 31 janvier-24 octobre : Édouard Daladier président du Conseil. Premier gouvernement Daladier[3].

### Février
- 2 février : affaire Papin ; la police du Mans découvre le cadavre de Madame Lancelin et de sa fille, énucléées, frappées à coups de marteau et de couteau par leurs employées de maison Christine et Léa Papin[4].
- 6 février : l'explosion d'une chaudière à l'usine Renault de Billancourt fait huit mort ; Louis Renault est traité d'assassin lors des obsèques[5].
- 12 février, campagne du Maroc : début de la bataille de Bougafer dans le djebel Saghro. Les tribus Aït Atta résistent aux forces coloniales françaises du Maroc commandées par le général Henri Giraud, avant de capituler le 14 mars[6].

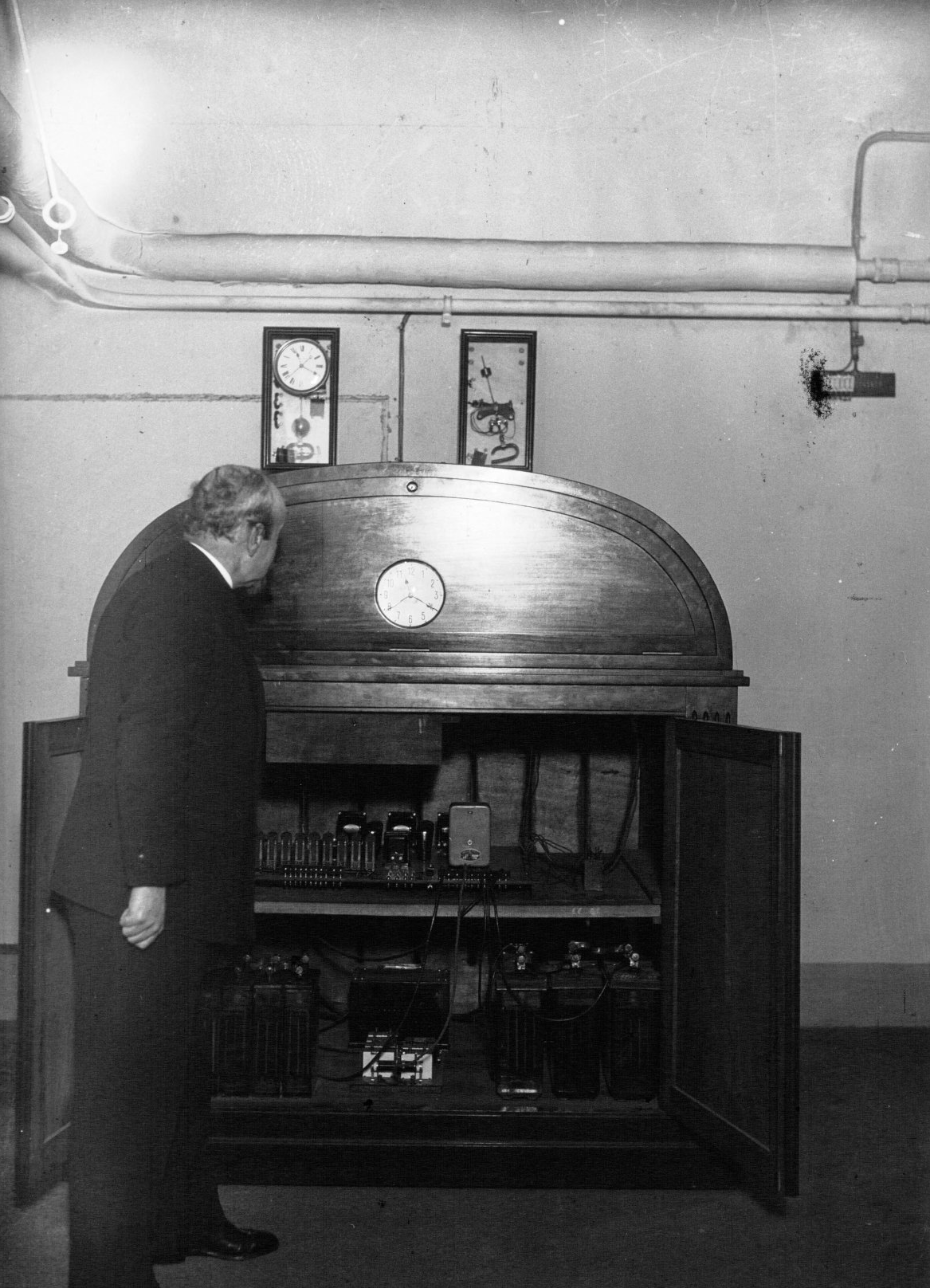
L'horloge parlante de l'Observatoire de Paris avec le directeur M. Ernest Esclangon (1933)

- 14 février : inauguration à Paris du premier service d'horloge parlante accessible par téléphone, inventée par Ernest Esclangon, astronome et mathématicien français[7].
- 24 février : première émission officielle de télévision en France par Radio PTT au cours d’une réception à l'hôtel Majestic en l’honneur d’Édouard Branly[8].
- 28 février : loi de finances présentée par le ministre du Budget, le radical Lucien Lamoureux. La Chambre vote la loi de rigueur budgétaire de l'ancien président Joseph Paul-Boncour : majoration de l'impôt sur le revenu et des droits de timbre de 10 %, diminution de 5 % du traitement des fonctionnaires, introduction dans le droit fiscal du principe de la publicité des impositions[9].

### Mars

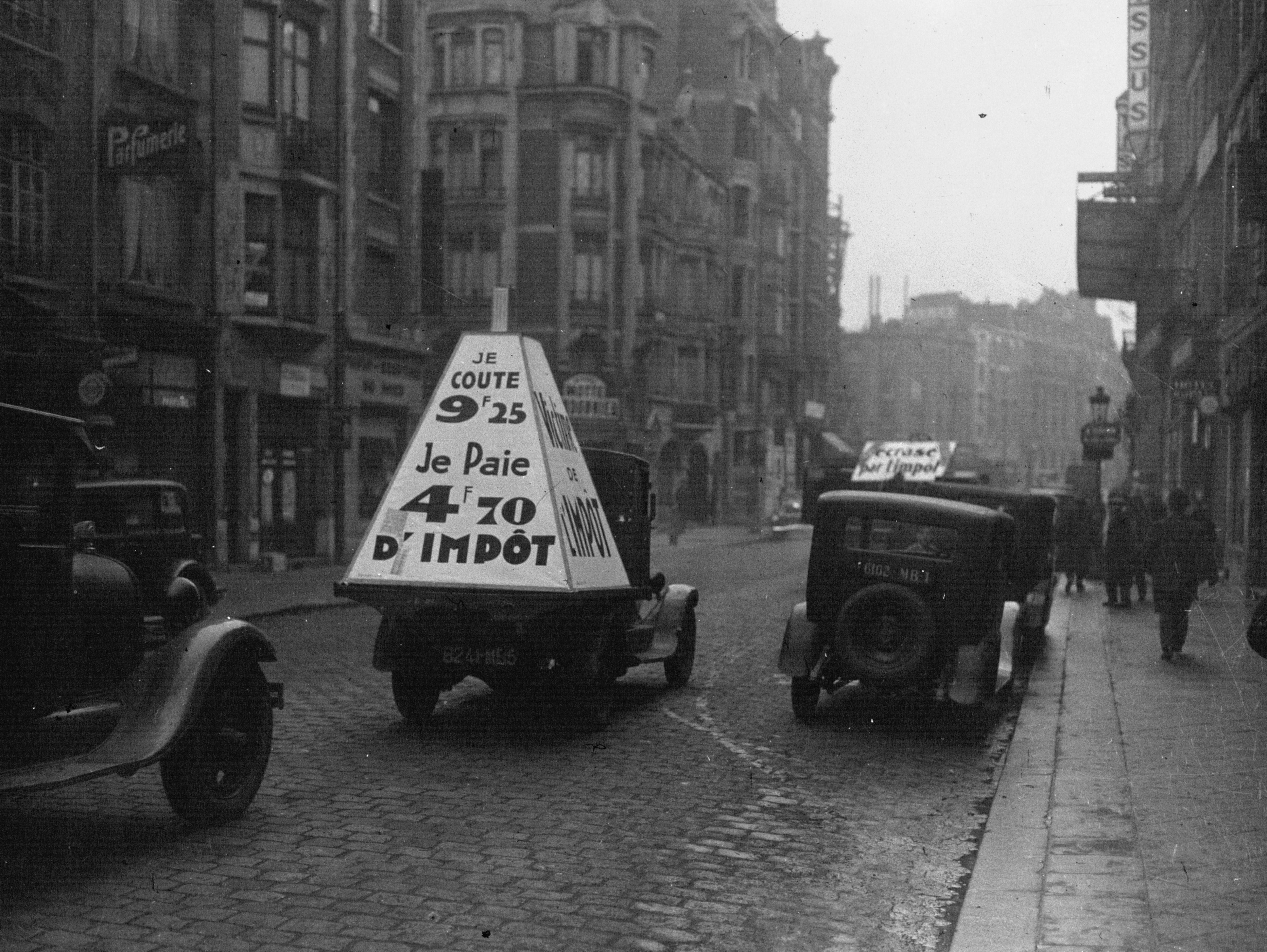
Automobilistes protestant contre les nouveaux impôts sur l'essence à Lille.

- 19 mars : journée nationale des contribuables contre la spoliation fiscale et étatiste ; elle réunit 100 000 manifestants dans 46 villes[10].

### Avril
- 6 avril : Édouard Daladier accepte le projet de « pacte à quatre » proposé par Mussolini qui devait regrouper l’Italie, le Royaume-Uni, la France et l’Allemagne et permettre de réviser les traités de l’après-guerre[11].
- 16 - 17 avril : congrès socialiste d'Avignon voyant l'opposition Blum-Renaudel, le dernier partisan de la participation des socialistes dans un gouvernement à direction radicale[12].
- 21 avril : loi Armbruster réservant l'exercice de la médecine en France aux citoyens français[13].
- Création du Comité d'accueil et d'aide aux victimes de l'antisémitisme allemand (CAAVA) pour accueillir les premiers réfugiés à la suite du boycott antisémite en Allemagne[14].

### Mai
- 26 mai : fondation du Front commun contre le fascisme sur l’initiative de Gaston Bergery[15].
- 27 mai : création de la Compagnie nationale du Rhône. Elle obtient le 14 juin 1934 la concession de l'équipement du fleuve[16].
- 31 mai : loi de finances introduisant le principe de la révision des marchés de guerre confiée à un Jury national[17].

### Juin
- 7 juin : le pacte d’Entente et de collaboration, dit « Pacte à Quatre », modifié en raison de l’opposition des pays de la Petite Entente, est paraphé par les ambassadeurs de France, d’Allemagne, de Grande-Bretagne et par Mussolini. Ce projet est destiné à maintenir la paix en Europe dans le cadre de la SDN[11].
- 26 juin : création du club de football de l'AS Saint-Étienne à partir de l'Amicale des employés de la Société des magasins Casino (ASC). Il intègre le championnat inter-régional (D2 de l'époque)[18].

### Juillet
- 10 juillet : loi agricole réorganisant le marché des blés avec la fixation d'un prix minimum ; la loi du 24 décembre 1934 retourne à la liberté complète du marché[19].
- 14 au 17 juillet : XXXe congrès national de la SFIO à la Mutualité à Paris. Il isole les partisans la participation gouvernementale et les néo-socialistes[20].
- 22 juillet : décret créant la Loterie nationale dans les conditions prévues par l'article 136 de la loi de finances du 31 mai 1933. Ses bénéfices sont affectés au budget des pensions des invalides de guerre et des anciens combattants et à la caisse de solidarité contre les calamités agricoles[21].

### Août

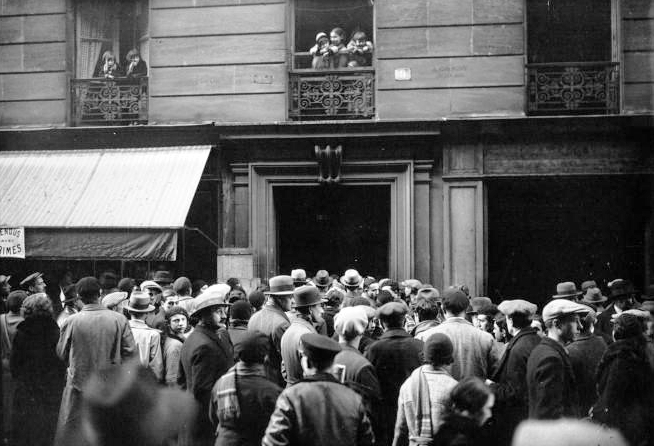
Reconstitution du crime de Violette Nozière au 9 rue de Madagascar à Paris.

- 21 août : une jeune fille de 18 ans, Violette Nozière, fait absorber à ses parents de fortes doses de Véronal et ouvre le gaz pour déguiser le crime en suicide. Elle est arrêtée le 28 août[22].
- 23 août : un protocole franco-soviétique est signé par le sous-secrétaire d’État à l’économie nationale, Raymond Patenôtre et le chef de la représentation commerciale soviétique à Paris, Gourevitch. Il aboutit à la signature d'un accord commercial en janvier 1934[23].
- 30 août : dissolution de la SCELA (Société Centrale pour l'Exploitation des Lignes Aériennes) constituée des compagnies aériennes Air Orient, Air Union, CIDNA et les Farman et création de la compagnie Air France[24].

### Septembre
- 2-7 septembre : visite d'Édouard Herriot à Moscou[25]. Il est reçu « en simple Français et en citoyen » par Boulganine, président du Soviet de Moscou[26].

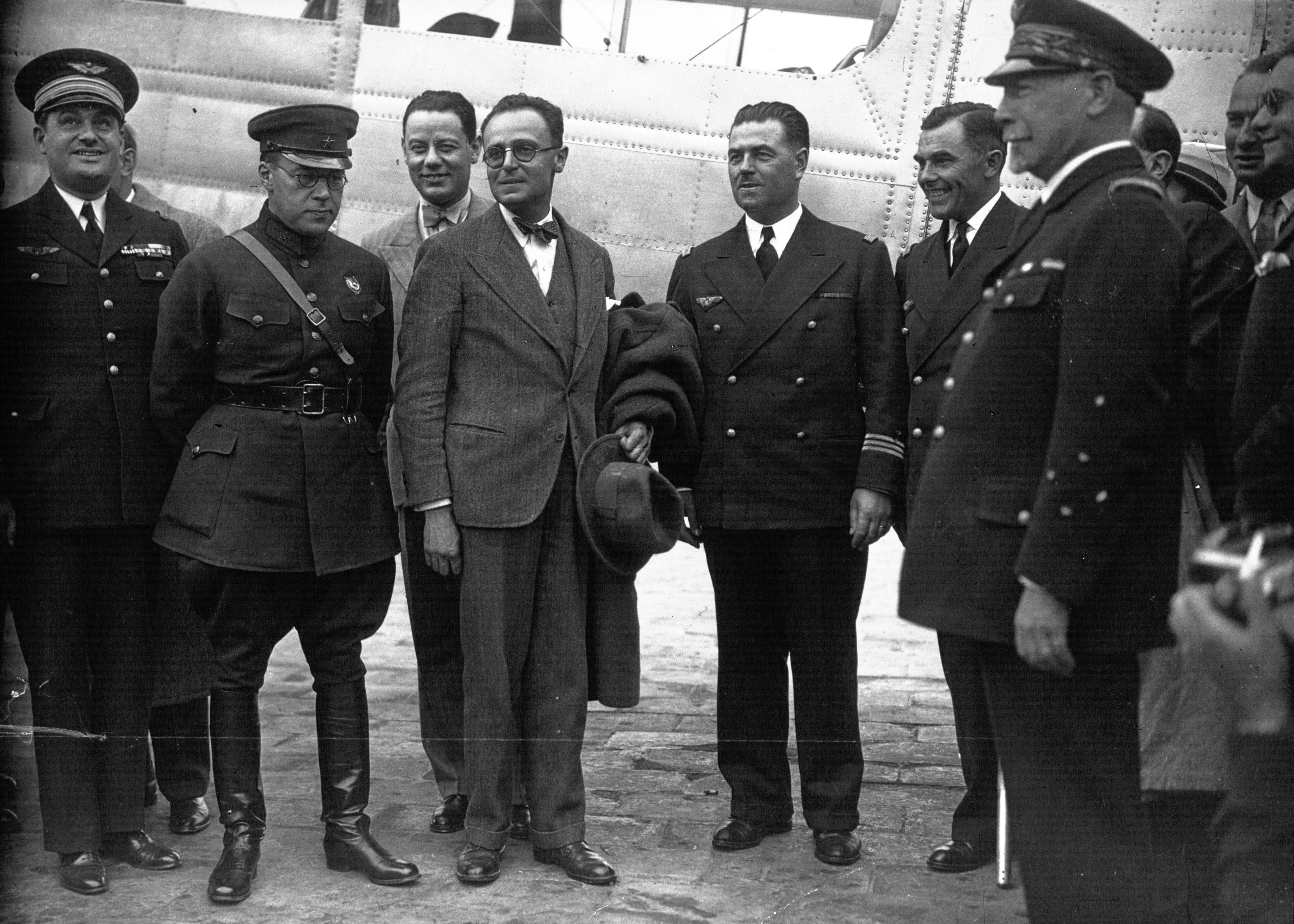
Départ de Pierre Cot pour la Russie.

- 12-22 septembre : mission diplomatique en URSS du ministre de l'Air Pierre Cot[27].
- 15 septembre : arrêté instaurant un comité central de la Bourse et réformant le régime d'introduction en bourse des valeurs étrangères[28].
- 22 septembre : congrès mondial de la jeunesse contre la guerre et le fascisme, présidé par Henri Barbusse, Romain Rolland et Paul Langevin[29].
- 23-29 septembre : VIIe Congrès de la CGTU[30].
- 29 septembre : Marcel Bucard, ancien membre du Faisceau, ligue d’extrême droite, fonde un mouvement d’inspiration fasciste, le Francisme[31].

### Octobre
- 7 octobre : cérémonies d'inauguration de la nouvelle compagnie Air France à l'aéroport du Bourget[24].
- 9 octobre : le préfet de police Jean Chiappe dénonce les « Allemands indésirables qui se font passer pour des réfugiés politiques »[32].
- 24 octobre :
  - le refus des socialistes de voter une nouvelle réduction du traitement des fonctionnaires provoque la chute du président du Conseil Édouard Daladier[33].
  - accident ferroviaire de Saint-Élier[34].
- 26 octobre-23 novembre : Albert Sarraut président du Conseil[3]. Il forme un gouvernement dominé par les radicaux.

### Novembre
- 5 novembre : exclusion des néo-socialistes de la SFIO[35].
- 7 novembre : le premier tirage de la Loterie Nationale a lieu. Paul Bonhoure emporte cinq millions de francs[36].
- 8 novembre, Croisière noire : trente avions commandés par le général Wuillemin quittent Istres pour une expédition de 22 000 km au-dessus de l’Afrique (fin le 7 janvier 1934)[37].
- 14 novembre : Léon Blum défend à la Chambre la politique de désarmement et rejette l’idée d’une guerre préventive[38].
- 20 novembre : mariage de Jean Gabin avec Jeanne Mauchain à Paris[39].
- 23 novembre : chute du président du Conseil Sarraut[40].
- 26 novembre : Camille Chautemps président du Conseil forme un deuxième gouvernement (fin en janvier 1934)[3].

### Décembre
- 3 décembre : création du Parti socialiste de France-Union Jean Jaurès par les néo-socialistes[35].
- 7 décembre : le roman d'André Malraux La Condition humaine obtient le prix Goncourt[40].
- 23 décembre :
  - catastrophe ferroviaire de Lagny-Pomponne (Seine et Marne)[41]. Le train Paris-Strasbourg percute par l'arrière celui du Paris-Nancy faisant 214 tués et 300 blessés.
  - la loi de rigueur budgétaire présenté par le ministre du Budget Paul Marchandeau est définitivement adoptée par le Parlement : baisse de 300 millions de francs des subventions aux collectivités locales, taxe de 275 millions de francs prélevée sur le traitement des fonctionnaires, rattachement des recettes de la Loterie nationale au budget de l'État, renforcement des contrôles fiscaux sur les plus-values boursières, révision des marchés de guerre, visant à recouvrer les créances non remboursés du Trésor[42].

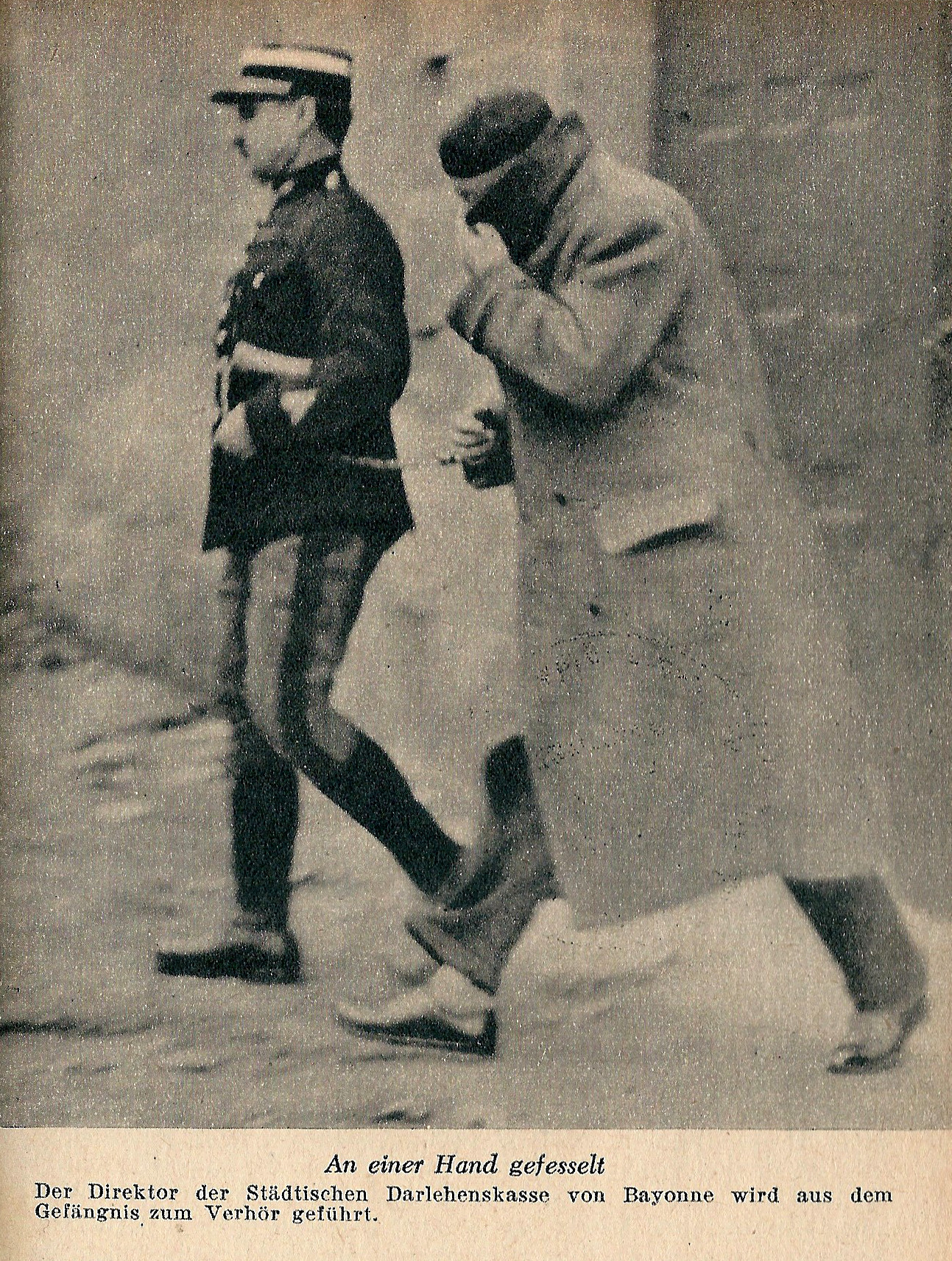
Arrestation de Gustave Tissier.

- 29 décembre : révélation de l'affaire Stavisky[43].

## Naissances en 1933
- 5 janvier : Georges Berthomieu, comédien de doublage français († 18 janvier 2005).
- 8 janvier : Jean-Marie Straub, réalisateur de cinéma
- 18 janvier : Jean Vuarnet, skieur († 1er janvier 2017).
- 20 janvier : Gérard Hernandez, comédien
- 29 janvier : Françoise Brion, comédienne
- 7 février : Romain Zaleski, homme d'affaires
- 13 février : Emmanuel Ungaro, couturier, Costa-Gavras, réalisateur de cinéma († 21 décembre 2019).
- 25 février : Gérard Théry, ingénieur († 18 juillet 2021).
- 4 mars : Jacques Julliard, journaliste et historien, Louis Viannet, syndicaliste
- 22 mars : Michel Hidalgo, footballeur († 26 mars 2020).
- 27 mars : Michel Guérard, cuisinier
- 9 avril : Jean-Paul Belmondo, comédien († 6 septembre 2021).
- 10 avril : Anne-Aymone Giscard d'Estaing,
- 20 avril : Claude-Jean Philippe, journaliste
- 1er mai : Michel Camdessus, économiste
- 2 mai : Hervé Bourges, journaliste
- 10 mai : Françoise Fabian, comédienne, Jean Becker, réalisateur de cinéma
- 17 mai : Jean Vautrin, écrivain
- 18 mai : Bernadette Chirac
- 21 mai : Maurice André, musicien
- 21 mai : Robert Castel, comédien
- 23 mai : Hubert Parot, cavalier
- 14 juin : Henri d'Orléans, « comte de Paris »
- 30 juin : Anne Sigier (éditrice) († 18 avril 2025).
- 6 juillet : Henry Anglade, coureur cycliste
- 11 juillet : Paul Marchelli, syndicaliste
- 28 juillet : Maurice Moucheraud, coureur cycliste
- 15 octobre : Hubert Fielden, acteur
- 13 décembre : Michel Beaune, acteur français († 24 juillet 1990).

## Décès en 1933
- 3 janvier : Léon Cauvy, peintre français (° 12 janvier 1874),
- 20 janvier : Jean-Antoine Injalbert, sculpteur français (° 23 février 1845),
- 23 janvier : Adolphe Lalyre, peintre français (° 1er octobre 1848),
- 16 février : Jacques Louis Robert Villeneuve, sculpteur français (° 1er janvier 1865),
- 2 septembre : Georges Leygues, homme politique français (° 1857),
- 9 septembre : Henri-Achille Zo, peintre français (° 1873),
- 29 octobre : Paul Painlevé, homme politique français (° 1863),
- 22 novembre : Albert Dagnaux, peintre français (° 10 juillet 1861),
- 23 novembre : François Albert, homme politique français (°1877),